# Maria do Rosário Pedreira
Maria do Rosário Pedreira (Lisboa, 1959) és una editora i escriptora portuguesa. L'any 1981 es llicencià en Llengua i Literatures Modernes, en la variant d'Estudis Francesos i Anglesos per la Universitat de Lisboa. En la seva vessant d'editora actualment treballa a les Edicions QuidNovi després d'haver passat per Temas & Debates i Gradiva. Destacada narradora per a un públic infantil i juvenil, on predomina la transmissió de valors humans i culturals, també ho és en el gènere poètic amb títols com A Casa e o Cheiro dos Livros (1996); O Cant o do Vento nos Ciprestes (2001) o Nenhum Nome Depois (2004). Per a l'autora la casa pot ser considerada com un món on es reclou tot allò que perdura, bé sigui sota la forma de la memòria o de la nostàlgia.

## Traduccions al català
- Trucs i baldufes. Edició bilingüe català i portuguès. Traduït per Antoni Xumet Rosselló. El Gall Editor, maig 2009. ISBN 9788492574063